# Pseudosphaeriestes niponicus
Pseudosphaeriestes niponicus là một loài bọ cánh cứng trong họ Salpingidae. Loài này được Lewis miêu tả khoa học năm 1895.